# 2001년 동계 스페셜 올림픽
제7회 동계 스페셜 올림픽 세계 대회는 2001년 3월 4일부터 3월 11일까지 미국 앵커리지에서 열린 스페셜 올림픽이다.